# 普莱特
普莱特是德国莱茵兰-普法尔茨州的一个市镇。总面积9.39平方公里，总人口5764人，其中男性2855人，女性2909人（2011年12月31日），人口密度614人/平方公里。